# 6386 Keithnoll
6386 Keithnoll (1989 NK1) là một tiểu hành tinh bay qua Sao Hỏa được phát hiện ngày 10 tháng 7 năm 1989 bởi H. E. Holt ở Palomar.